# キャサリン・プランケット
キャサリン・プランケット（英: Katherine Plunket、1820年11月22日 - 1932年10月14日）は、アイルランドの画家で、同国歴代最高齢の女性。

## 生涯
第2代プランケット男爵トマス・スパン・プランケットと妻ルイーザ・ジェーン（1893年1月14日没、ジョン・ウィリアム・フォスターの娘）の長女として、1820年11月22日にラウス県で生まれた。1826年に小説家ウォルター・スコットに会い、スコットの死去から1世紀経過した時点（1932年9月21日）でスコットと面識のある唯一の存命者となった。

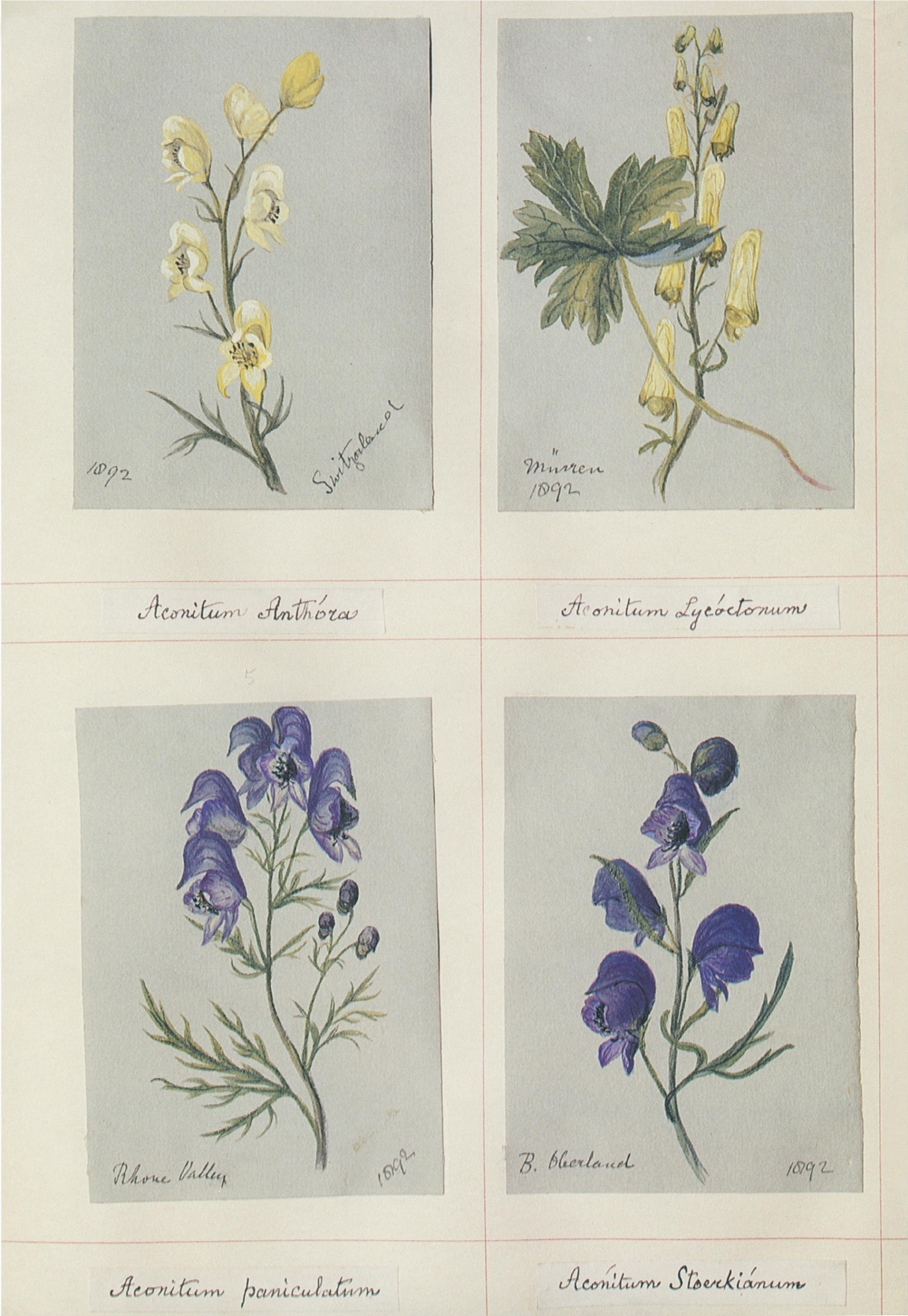
妹フレデリカとの共作。

青年期よりアイルランド、イギリス、大陸ヨーロッパを旅し、風景画や野生の花の絵を描いた。
ラウス県バリーマスカンランの邸宅のほか、ロンドン・ベルグレイヴィアのイートン・プレイス64号に別邸を構えた時期もあった。
102歳で気管支炎にかかったが、それ以外は死去まで大きな病気をしなかったという。
1922年ごろより寝室にこもりきりの生活になったが、毎日新聞や聖書を使用人に読ませ、ときどき椅子に座ったまま庭に運んでもらっていた。
1932年10月14日、朝食の後111歳327日で死去した。生涯未婚だった。
また、キャサリン・プランケットが死去した1932年10月14日から、ベッツィー・ベイカーが110歳になった1952年8月20日までの約20年間、生年に確証のある110歳以上の人物は存在していなかった。